# David Hennessy
David C. Hennessy (New Orleans, 1858 – New Orleans, 16 ottobre 1890) è stato un poliziotto statunitense.
Fu il capo della polizia di New Orleans, Louisiana. Da giovane detective, fece fin da subito notizia nel 1881, quando catturò un noto criminale italiano, Giuseppe Esposito. Nel 1888 fu promosso sovrintendente e capo della polizia. Mentre era in carica, era molto conosciuto e rispettato nella comunità di New Orleans.
Il suo assassinio, nel 1890, ebbe come diretta conseguenza un processo clamoroso: a seguito del processo, il 14 marzo 1891, una moltitudine di abitanti locali inferociti si radunò fuori dalla prigione, riuscendo ad entrare all'interno dell'istituto, linciando brutalmente 11 dei 19 uomini che erano stati incriminati per l'omicidio di Hennessy. Tale episodio di violenza, che in seguito sarebbe divenuto noto come linciaggio di New Orleans, è tuttora il più grande linciaggio di massa noto nella storia degli Stati Uniti.

## Biografia
David C. Hennessy nacque in una famiglia cattolica irlandese, figlio di Margaret e David Hennessy Sr., al 275 Girod Street di New Orleans. David Sr. era un membro della prima cavalleria della Louisiana dell'esercito dell'Unione, durante la Guerra civile americana, formatasi dopo che lo stato era occupato dalle truppe dell'Unione. Dopo la guerra, durante l'era della ricostruzione, servì con la polizia metropolitana, una forza di New Orleans sotto l'autorità del governatore della Louisiana. I conservatori bianchi locali generalmente consideravano la polizia metropolitana come una forma di esercito di occupazione, perché proteggeva il diritto di voto, in conformità con il Quindicesimo Emendamento. David Sr. venne assassinato nel 1869 da Arthur Guerin, un altro poliziotto.
Hennessy si unì alla polizia di New Orleans come messaggero nel 1870. Mentre era solo adolescente, catturò due ladri adulti in flagrante, li picchiò a mani nude e li trascinò alla stazione di polizia. All'età di 20 anni venne promosso detective. Con un suo cugino, Michael Hennessy, nel 1881 arrestò il famigerato bandito e fuggiasco Giuseppe Esposito, ricercato in Italia per aver rapito un turista britannico, oltre ad altri numerosi crimini. Esposito venne successivamente rimpatriato in Italia, dove fu condannato all'ergastolo.
Nel 1882 Hennessy fu processato per l'omicidio del capo detective Thomas Devereaux. A quel tempo, entrambi gli uomini erano candidati alla carica di capo della polizia. Hennessy sostenne l'autodifesa e fu dichiarato non colpevole. In seguito a questa controversia, Hennessy lasciò il dipartimento e si unì ad una società di sicurezza privata, insignita di pieni poteri di polizia da parte dell'amministrazione cittadina. In tale veste, gestì la sicurezza per la Fiera Mondiale di New Orleans del 1884-1885. Il New York Times dichiarò che gli uomini di Hennessy erano "perfettamente in uniforme ed un corpo di uomini belli ed intelligenti, di gran lunga superiori alle normali forze della città". Nel 1888, Joseph A. Shakspeare, candidato dell'Associazione Democratica dei Giovani Uomini, fu eletto sindaco di New Orleans con appoggio repubblicano. Avendo promesso di porre fine all'inefficienza della polizia, il primo provvedimento di Shakspeare fu la nomina di Hennessy a capo della polizia.

### Assassinio
La sera del 15 ottobre 1890, Hennessy fu colpito da diversi uomini armati mentre tornava a casa dal lavoro. Hennessy rispose al fuoco ed inseguì i suoi attaccanti prima di crollare. Alla domanda su chi gli avesse sparato, si dice che Hennessy abbia sussurrato al capitano William O'Connor: "Dagoes". Trasportato in ospedale, Hennessy rimase cosciente per diverse ore,e parlò con diversi amici ma non fornì i nomi dei tiratori. Il giorno dopo, tuttavia, le sue condizioni di salute si aggravarono e spirò.

Il contesto del suo assassinio era molto probabilmente da ricercare nella faida in corso tra le famiglie Provenzano e Matranga, rivali commerciali sul lungomare di New Orleans. Hennessy aveva messo in prigione diversi Provenzano ed il processo di appello era in arrivo. Secondo alcuni rapporti, Hennessy aveva in programma di fornire in sede processuale nuove prove che avrebbero contribuito ad assolvere i Provenzano e, viceversa, incriminare i Matranga. Ciò poteva dunque indicare che i Matranga erano da ritenersi i maggiori indiziati del suo omicidio. Un poliziotto amico di Hennessy, in seguito, testimoniò che egli gli aveva detto di non avere assolutamente piani del genere. In ogni caso, era opinione diffusa che gli assassini di Hennessy fossero italiani. Documenti locali come il Times-Democrat ed il Daily Picayune incolpavano esplicitamente i "Dagoes" per l'omicidio. Hennessy venne sepolto nel cimitero di Metairie, New Orleans.

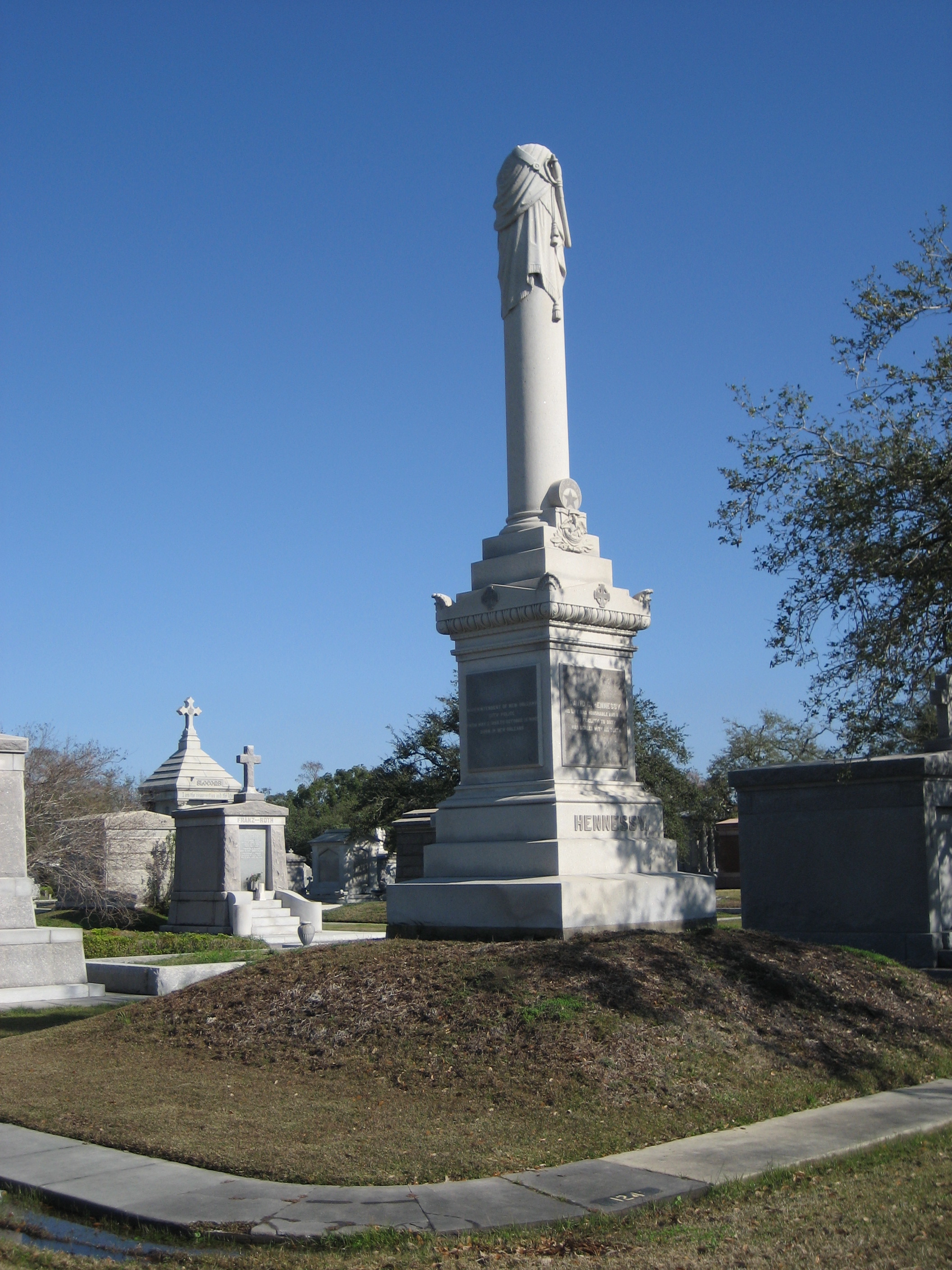
La tomba di Hennessy.

### Dopo i fatti
Hennessy era molto popolare a New Orleans, e la pressione dell'opinione pubblica affinché i suoi assassini fossero assicurati alla giustizia fu da subito intensa. La polizia, difatti, rispose con l'arresto di decine di italiani locali: alla fine, 19 uomini vennero incriminati per l'omicidio e trattenuti senza cauzione nella prigione della Parrocchia. Il seguente marzo, nove degli imputati furono processati, ma le successive numerose assoluzioni scatenarono la rabbia degli abitanti locali, che il giorno successivo si riunirono in un'enorme folla fuori dalla prigione. Le porte dell'istituto furono forzate ed 11 degli indagati furono linciati. L'incidente mise a dura prova le relazioni italo-statunitensi per un certo periodo, ma alla fine il tutto venne risolto con un'indennità in denaro.
La copertura della stampa dell'assassinio e del linciaggio era di tono sensazionale ed anti-italiano e generalmente non rispondeva ai moderni standard giornalistici. Era quasi universalmente scontato che i linciati fossero assassini appartenenti alla mafia e che quindi avessero meritato il loro destino. Da allora, molti storici misero in dubbio questa ipotesi.

## Nei media
I linciaggi sono stati oggetto del film TV, della HBO, Vendetta, con Christopher Walken.